# Juravlivka, Bar
Juravlivka (în ucraineană Журавлівка) este localitatea de reședință a comunei Juravlivka din raionul Bar, regiunea Vinnița, Ucraina.

## Demografie
Componența lingvistică a localității Juravlivka
     Ucraineană (99,19%)
     Alte limbi (0,58%)
Conform recensământului din 2001, majoritatea populației localității Juravlivka era vorbitoare de ucraineană (99,19%), existând în minoritate și vorbitori de alte limbi.